# 施鴻志
施鴻志（1947年—），國立成功大學土木工程博士，臺灣都市計畫學者，現為康寧大學講座教授、中華民國地區發展學會理事長。2014年5月，成為第五屆監察委員被提名人之一。 立法院監委同意權投票以49張同意票未達57張同意票門檻否決。

## 學術經歷
施鴻志1947年出生於臺南市。1981年畢業於國立成功大學土木工程研究所，取得博士學位。 
施氏長期服務於國立成功大學都市計劃學系，歷任助教、講師、副教授、教授、系主任，並於系主任內創設都市計劃研究所、國土研究中心。施鴻志在成大任職長達28年，並曾擔任該校圖書館館長及總務長等校級單位主管。
2000年，施鴻志轉任立德管理學院（今康寧大學），並擔任創校校長。2003年起在臺灣南部地區各私校任課，歷任高苑科技大學、長榮大學、立德大學（今康寧大學）講座教授。2007年，又再次獲選為立德管理學院第三任校長。目前為康寧大學講座教授。
除了在大學中任職，施鴻志也積極參與都市規劃領域相關學會，並曾擔任中華民國都市計劃學會理事長。2003年，施鴻志與一群都市計畫學者共同創辦中華民國地區發展學會，並獲選為首屆理事長，兩年後又連任該會第二屆理事長。2005年，獲選為該學會榮譽理事長。2013年起，又再度回任理事長（第六屆）。此外，施鴻志也曾擔任中華民國音響學會（今「臺灣聲學學會」）理事長（2008-2012）。 

## 公職經歷
施鴻志曾借調於行政院國家科學委員會，擔任國際合作處處長。另外也曾借調出任行政院勞工委員會勞工安全衛生研究所首任正式所長（1993-1995）。
施鴻志也多次參與各級政府都市計畫委員會，歷任臺灣省政府、內政部、臺南市都市計劃委員會之委員。2013年7月1日起，又以「熱心公益人士」獲聘為內政部都市計畫委員會委員，此次任期至2014年6月30日止。 
施氏擔任公職期間，曾參與臺南科學園區、新竹科學城等規劃工作。2014年5月，成為馬英九總統提出之第五屆監察委員被提名人之一。總統府於提名新聞稿中，稱施氏於國土規劃等學術專業領域素有精湛研究， 並熟稔中央與地方都市計畫執行工作。2014年7月29日，程仁宏、李炳南、康照洲、许文彬、余腾芳、薛春明、沈美真、范良锈、王惠珀、施鸿志、许国文未能通监察委员选举。

## 爭議

### 2013年桃園航空城審議會拒絕民眾陳情及記者採訪事件
2013年11月12日，內政部營建署都市計劃委員會召開第815次會議。該次會議預定審議桃園航空城計畫，並由施鴻志擔任主席。桃園航空城自救會成員聞訊前往都委會陳情。施鴻志對此表示，今天的程序是小組審查，而非讓民眾陳情，要求自救會離開。他同時拒絕媒體採訪審議會，並進一步表示若記者不離場，審議會就不召開。公視新聞記者林靜梅當場抗議，主張「這件事涉及公共利益，民眾有知的權利」；施鴻志則反駁稱：「我們不參與公共利益！」
施鴻志主張，依規定審查會不能採訪，「我自己有40幾年的審查經歷，開會時從沒有記者在場過，請記者離席。」林靜梅依然反對離席，並表示「集體趕走記者這件事蠻罕見的」；施鴻志則回應：「不是趕走記者，而是請記者離席，用語用對一點！」、「我知道你們是為了知的權利，但我做的裁示，也是為了民眾的利益！」最後因雙方僵持不下，施鴻志離席，會議取消。 
獨立記者胡慕情對此發表評論，認為營建署的審查會議雖然沒有環評會開放，但過往幾宗爭議案件並非完全拒絕媒體採訪，甚至大會會議媒體也能在場紀錄。胡慕情認為施氏要求記者離席的行為不當，批評施氏專業傲慢、欠缺民主素養，此行為傷害民眾的知情權。
但《內政部都市計畫委員會會議及會場管理要點 （页面存档备份，存于）》第五點規定：出列席及發言、旁聽會議人員，應遵守下列規定：
（一）除本會工作人員為製作會議紀錄之需要，得於會場中攝影、錄影或錄音外，其他人員不得於會議進行中攝影、錄影或錄音。本會議進行委員討論前之會議過程，得於本部營建署大禮堂或其他會議室同步錄影播放。
（二）發言者表達意見應簡明扼要，每人以三分鐘為原則。但經主席徵詢全體出席委員同意後，得調整發言時間。
（三）本會議進行委員討論前，各級民意代表、發言或旁聽之居民、居民代表或相關團體等均應離開會場或旁聽區（室）。
（四）出列席會議及發言、旁聽人員等，禁止將標語、海報、各式布條、旗幟、棍棒、無線麥克風等物品，攜帶進入會場、旁聽區（室）及會議所在辦公廳舍區域。
（五）出列席會議及發言、旁聽人員等，不得於會場內或旁聽區（室）大聲喧嘩、鼓譟，並不得擅自前往非指定活動區域。
（六）本會工作人員為製作會議紀錄之需要，得要求發言者提供發言書面內容，或經其同意由作業單位代為摘要彙整發言內容。
違反前項第一款至第五款規定經勸阻不聽、妨礙會場議事運作順暢、干擾辦公或其他不當行為者，主席或本會工作人員得制止或令其離開旁聽區（室）或會場；情節重大者，得移送法辦。
因此，主席有權管理會場秩序，與民眾訴求「知的權利」並無相關；且都市計畫委員會專案小組，僅能針對案情做出「建議」，仍須依大會審議結果為準。

## 著作選錄
- 施鴻志、段良雄、凌瑞賢合著，《 都市交通計劃 : 理論、實務》。臺北：國立編譯館，1984。
- 施鴻志、莊進源主編，《噪音管制手册》。臺北：行政院衛生署環境保護局，1987。
- 施鴻志、解鴻年著，《科技產業環境規劃與區域發展》。臺北市 : 中威技術出版，1993。ISBN 9575750225 （獲嘉新水泥文教基金會年度優良著作獎）
- 施鴻志編著，《都市規劃》。新竹市：建都文化，1997。 ISBN 9579891923
- 施鴻志編著，《地區經營管理》。新竹市：建都文化，2000。ISBN 9573091305
- 施鴻志編著，《地區發展管理》。新竹市：建都文化，2002。ISBN 9573091364

施氏另主持、共同主持多項都市計畫。